# Georg Herman Krohn
Georg Herman Krohn, född den 16 augusti 1831, död den 15 maj 1870, var en norsk skådespelare, son till Michael Krohn, far till Olaf och Michael Krohn. 
Krohn studerade någon tid teologi, debuterade 1856 på Bergens teater, engagerades 1860 vid norska teatern i Kristiania och övergick 1863 till Kristiania teater. Efter flera års uppehåll i utlandet förnyade han 1869 där sitt engagemang och utmärkte sig som Lundestad i "De unges forbund". 